# Frontière entre la Chine et le Kirghizistan
La frontière entre la Chine et le Kirghizistan est la frontière séparant la Chine et le Kirghizistan.

## Description

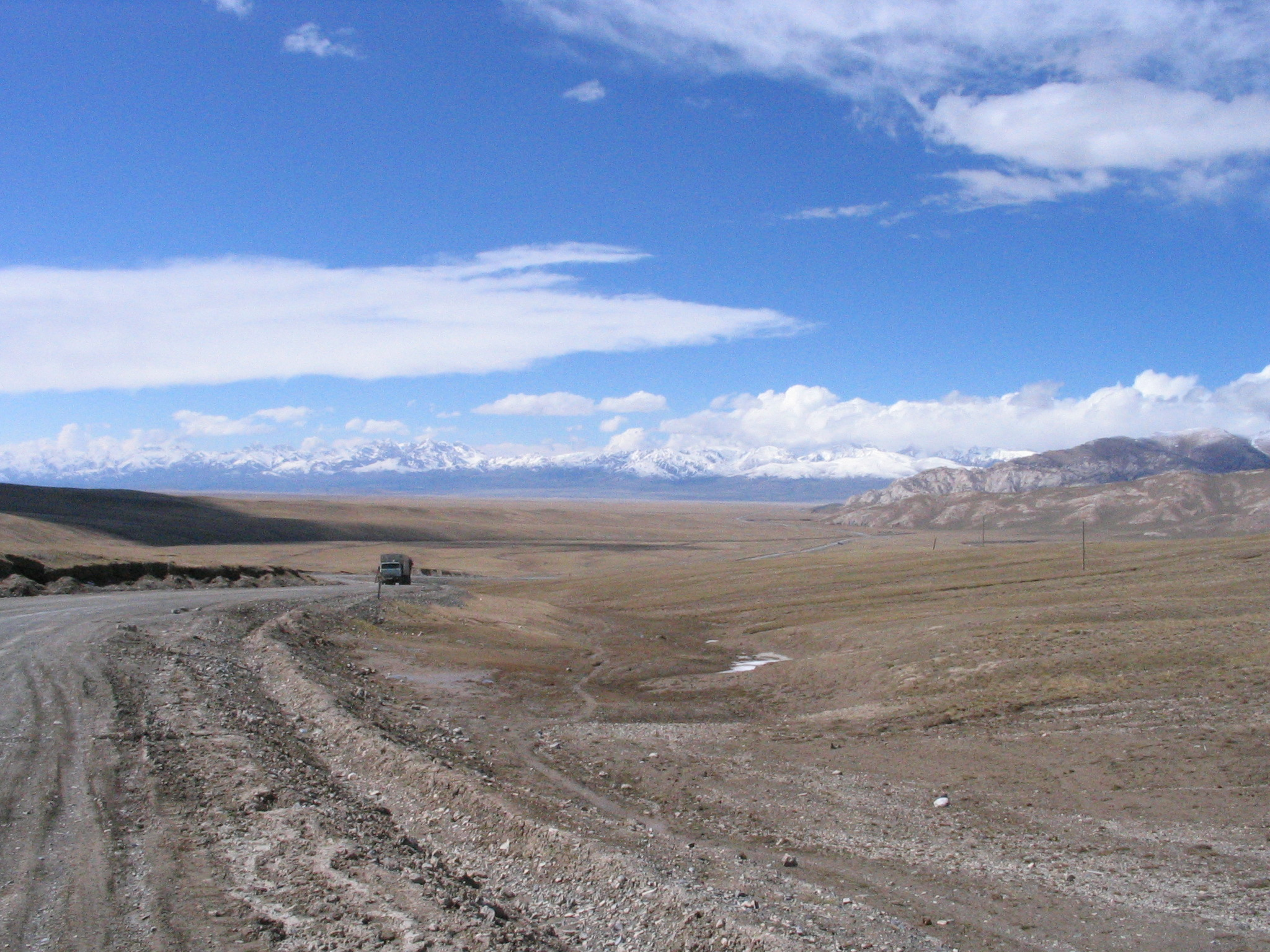
Route conduisant au col de Torougart.

Longue de 858 kilomètres, cette frontière suit un axe allant du sud-ouest au nord-est et se matérialise par les monts Tian (cinquième plus haut relief au monde). Elle commence au tripoint avec le Tajikistan et se termine au tripoint avec le Kazakhstan. Elle est franchissable en voiture au col de Torougart, à 3752 mètres d'altitude, et au col d'Irkeshtam (en), ou aboutissent les routes européennes 007 et 60.